# Prevlaka
Koordinaten: 42° 23′ 57″ N, 18° 31′ 4″ O

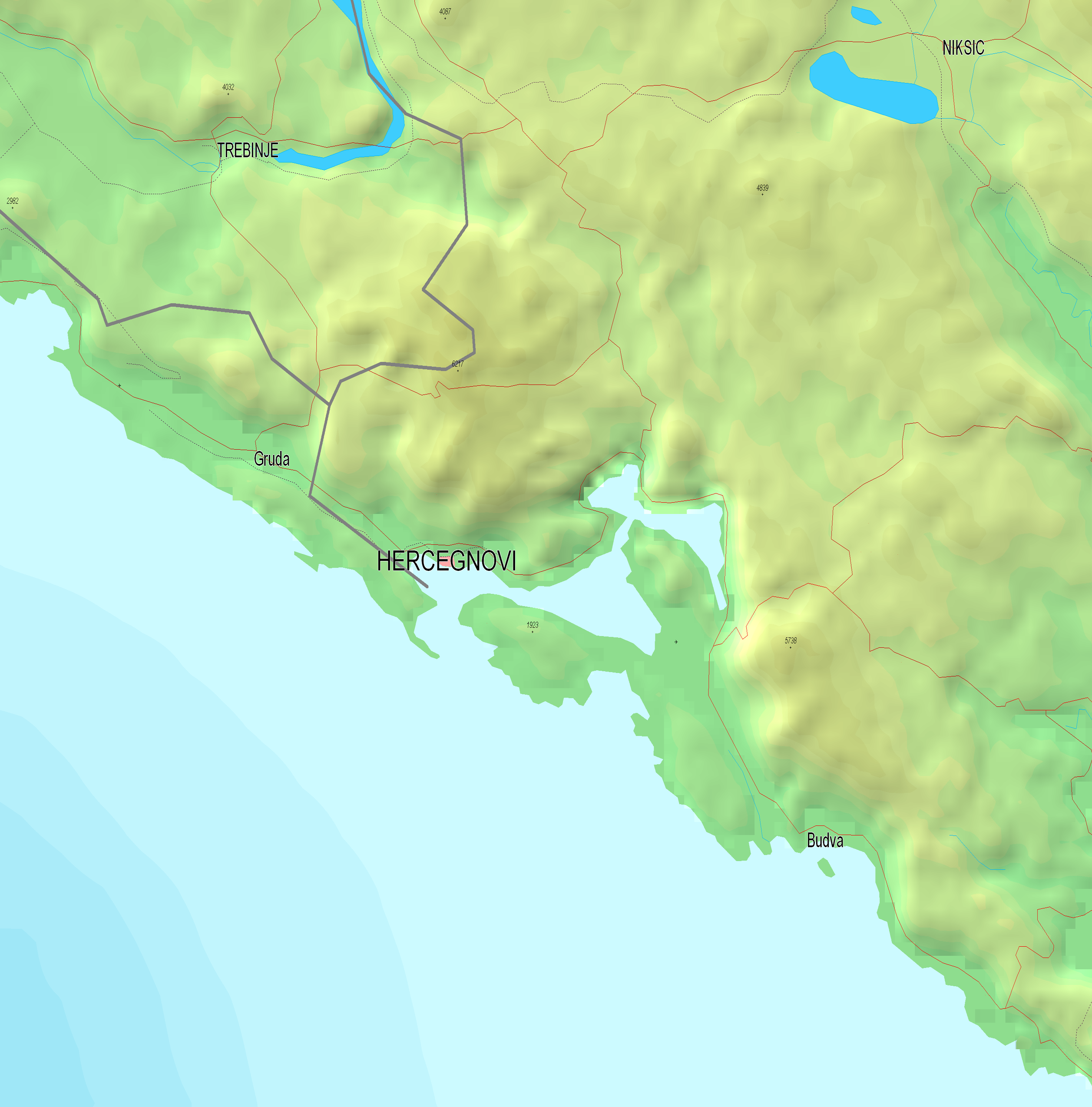
Die Bucht von Kotor. Die Halbinsel Prevlaka ist links vom Eingang der Bucht zu erkennen.

Prevlaka ist eine Halbinsel im äußersten Süden Kroatiens an der Grenze zu Montenegro und bildet den nördlichen Teil des Eingangs zur montenegrinischen Bucht von Kotor. Nach einem Disput zwischen beiden Staaten wurde einvernehmlich die Wiederherstellung der Grenze wie vor dem Ausbruch des Kroatien-Krieges vereinbart.

## Geographie
Das Wort prevlaka bedeutet Isthmus, sie bildet die Straße, die in die Kotor-Bucht führt. Die Halbinsel der Dalmatinischen Küste schließt an die kroatische Küstenlandschaft Konavle an, und das Buchtinnere bei Herceg Novi, heute montenegrinisch. Sie bildet einen Ausläufer der Bjelotina (bis 1125 m. i. J.), die die beiden Regionen trennt, ein Vorberg des Orjen-Gebirges der Dinariden. Am Grenzpass Debeli brijeg schließt der Kamm der Mandelovina an, der mit Maximalhöhen um 450 m. i. J. die kroatisch-montenegrinische Grenze bildet und einerseits gegen das Kap Kobila, andererseits die Halbinsel Prevlaka ausläuft, die beiden rechtsufrigen Eingangs-Landspitzen der Bucht von Kotor.
Das Kap Oštra, an der Südspitze der Halbinsel, bildet den südlichsten Punkt des kroatischen Festlands (noch südlicher liegen Teile von Palagruža).

## Geschichte
Die Halbinsel ist seit alters her wegen ihrer strategischen Lage für den exzellenten Hafen der Kotor-Bucht bedeutend.
Auf Prevlaka befindet sich eine Festung, die 1850 von den österreichisch-ungarischen Truppen erbaut wurde. Die gut erhaltene Festung zeigt an verschiedenen Stellen tiefe Einschusslöcher. Von der Terrasse aus kann man bis nach Montenegro sehen. Um zur Festung Prevlaka zu gelangen, muss man einen Park durchqueren. Durch den Park fährt eine kleine Bahn bis zum Eingang der Festung oder man erreicht die Festung über einen gut ausgebauten Weg zu Fuß. Da der untere Eingang nicht mehr geöffnet ist gelangt man nur über den höheren Eingang in das Innere.
Vor dem Bürgerkrieg und Zerfall Jugoslawiens war Prevlaka Militärstützpunkt der Jugoslawischen Volksarmee. Aus diesem Grund war die Halbinsel zwischen dem neu-entstandenen Staat Kroatien und Restjugoslawien (Serbien und Montenegro) stark umstritten. Aus diesem Grunde wurde Februar 1996 eine eigenständige UN-Mission geschaffen, die United Nations Mission of Observers in Prevlaka (UNMOP) eingerichtet. Sie konnte Dezember 2002 beendet werden. Ganz ausgeräumt sind die territorialen Ansprüche auch mit dem Nachfolger Montenegro nicht, 2014 gab es Diskussionen um mögliche Öl- und Gasvorkommen vor der Küste, auf deren Eigentum sich die Grenze am Kap Oštra auswirkt.

## Abbildungen

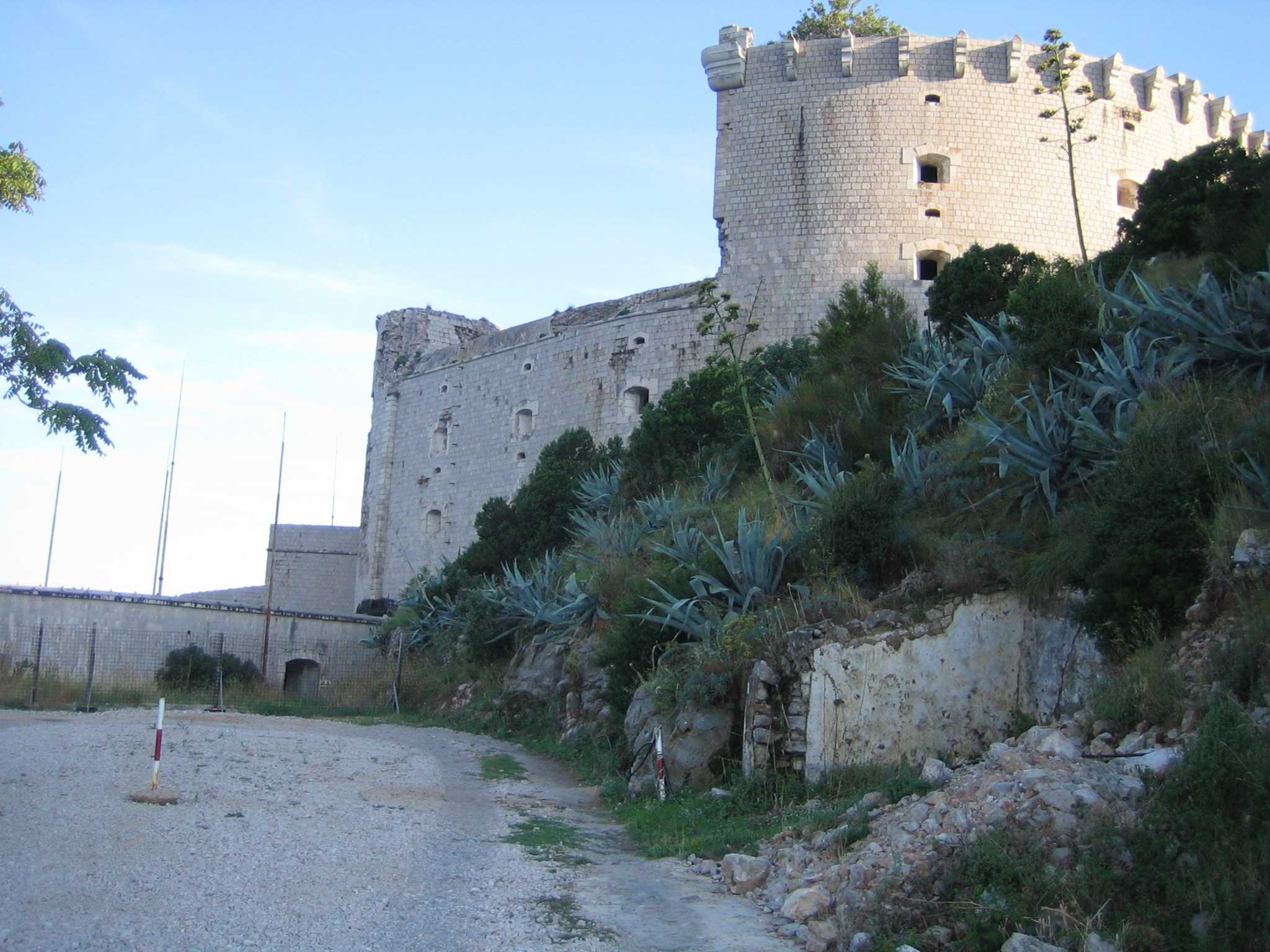
Festung auf der Halbinsel Prevlaka
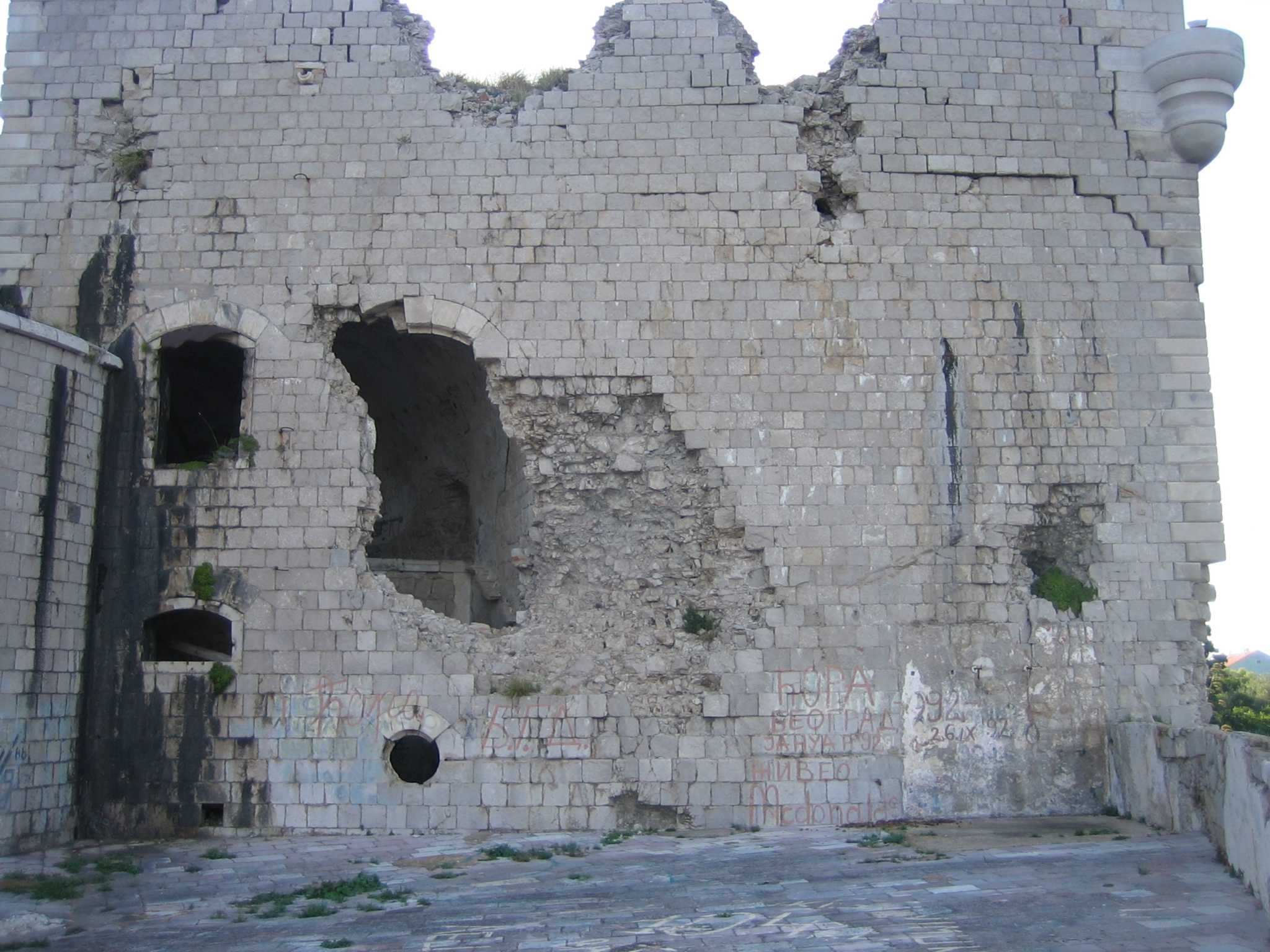
Detail mit Graffiti aus der serbischen Besatzungszeit 1991–1993

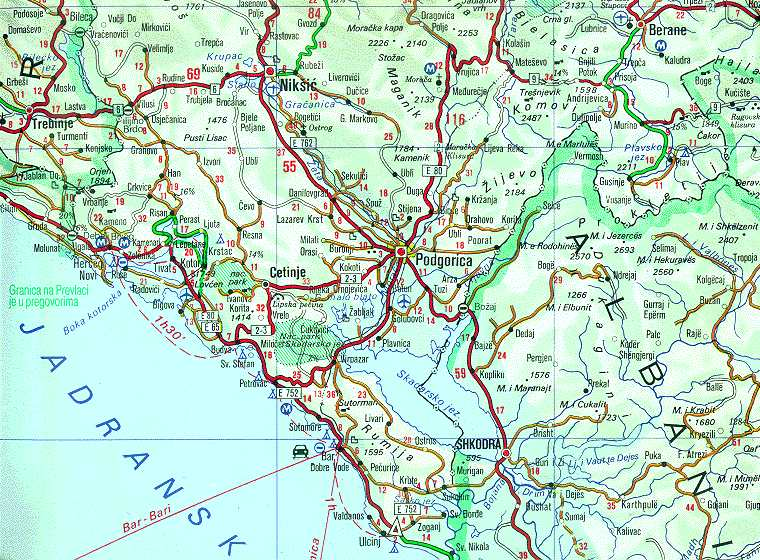
Ungeklärter Status

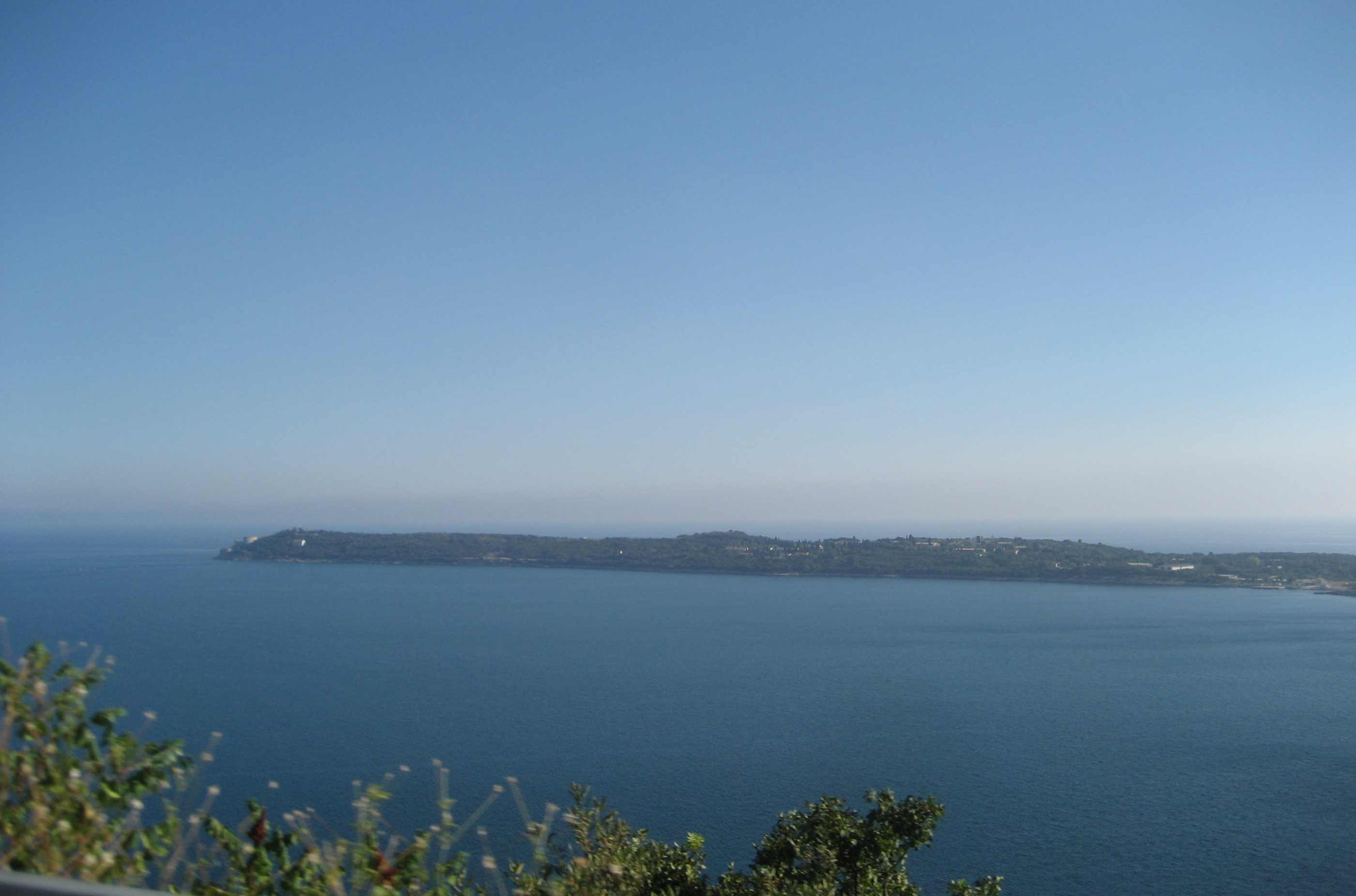
Die Prevlaka

## Belege
1. ↑  Beitrag über die Festung Prevlaka (Memento des Originals vom 16. August 2013 im Internet Archive)  Info: Der Archivlink wurde automatisch eingesetzt und noch nicht geprüft. Bitte prüfe Original- und Archivlink gemäß Anleitung und entferne dann diesen Hinweis., prevlaka.de
2. ↑  United Nations Mission of Observers in Prevlaka (UNMOP), auf un.org (Materialien zur Mission).